# Intel Xeon (Nehalem)
Die Intel-Xeon-Serie auf Basis der Intel-Nehalem-Mikroarchitektur ist eine Familie von 64-Bit-Mikroprozessoren für Server und Workstations von Intel. Diese Mehrkernprozessoren (je nach Modell mit vier oder sechs Kernen) stellen die Nachfolger der Core-basierten Xeon-Prozessoren dar.
Die von Intel verwendeten Bezeichnungen für die Plattformen mit Nehalem-Xeons sind Nehalem-EP (bei Xeon-DP-Prozessoren) und Nehalem-EX (bei Xeon-MP-Prozessoren).

## Technik
Generell lassen sich die Nehalem-basierten Xeon-Prozessoren technisch in drei Kategorien einteilen:
- Die Xeon-UP-Prozessoren, die für den Einsatz in Einzelprozessorsystemen gedacht sind, nutzen den gleichen Kern wie der Desktopprozessor Core i7 und sind daher identisch mit ihm. Sie verwenden den Sockel 1366 und kommunizieren über einen QPI-Link mit dem Chipsatz.
- Die Xeon-DP-Prozessoren sind für Zweiprozessorsysteme vorgesehen, daher besitzen sie im Gegensatz zu den UP-Modellen einen zweiten QPI-Link: Während der erste nach wie vor zum Chipsatz geht, können über den zweiten Link die beiden Prozessoren direkt miteinander kommunizieren.
- Die (noch nicht erschienenen) Xeon-MP-Prozessoren sind für Systeme mit vier oder mehr Prozessoren geeignet, da sie insgesamt sogar vier QPI-Links besitzen: einer für die Anbindung an den Chipsatz, die verbleibenden drei für die Kommunikation mit benachbarten Prozessoren.

Als generelle Neuerung gegenüber ihren Vorgängern bieten alle Nehalem-Xeons einen integrierten Speichercontroller. Bei Xeon-UP- und -DP-Modellen ist dieser mit drei DDR3-Speicherkanälen ausgestattet, bei Xeon-MP-Modellen sogar mit vier FB-DIMM2-Kanälen. Wegen dieser tiefgreifenden Änderungen nutzen Nehalem-Xeons andere Sockel als ihre Core-basierten Vorgänger: Sowohl Sockel 1366 als auch Sockel 1567 weisen weit mehr Lands auf als der Core-Xeon-typische Sockel 771. Während Sockel 1366 noch genug Lands für drei Speicherkanäle und zwei QPI-Links bietet und somit bei UP- und DP-Xeons verwendet wird, kommt bei den Xeon-MP-Modellen mit vier Speicherkanälen und vier Links der Sockel 1567 zur Anwendung.
Allgemein tragen im Vergleich zu den Core-Xeons sowohl der integrierte Speichercontroller als auch die Punkt-zu-Punkt-Verbindungen mittels QPI zu einer verbesserten Skalierbarkeit der Nehalem-Xeons bei.

## Modelldaten Xeon UP

### Bloomfield
Vierkernprozessor (Quad-Core) für Einzelprozessorsysteme.
- L1-Cache: je Kern 32 + 32 KiB (Daten + Instruktionen)
- L2-Cache: je Kern 256 KiB mit Prozessortakt
- L3-Cache: 8192 KiB mit Northbridge-Takt
- MMX, SSE, SSE2, SSE3, SSSE3, SSE4.2, Intel 64, Hyper-Threading, EIST, XD-Bit, IVT, TXT
- Sockel 1366
  - Dreikanal-unbuffered-ECC-DDR3-Speichercontroller
  - ein QPI-Link mit 9,6–12,8 GB/s in jede Richtung
- Betriebsspannung (VCore): 1,225 V
- Verlustleistung (TDP): 130 W
- Erscheinungsdatum: 29. März 2009
- Fertigungstechnik: 45 nm
- Die-Größe: 263 mm²
- Taktraten: 2,67–3,33 GHz
- Modelle:
  - W3520: 2,67 GHz, 4,8 GT/s QPI
  - W3530: 2,80 GHz, 4,8 GT/s QPI
  - W3540: 2,93 GHz, 4,8 GT/s QPI
  - W3550: 3,06 GHz, 4,8 GT/s QPI
  - W3565: 3,20 GHz, 4,8 GT/s QPI
  - W3570: 3,20 GHz, 6,4 GT/s QPI
  - W3580: 3,33 GHz, 6,4 GT/s QPI

### Gulftown
Sechskernprozessor (Hexa-Core)
- L1-Cache: je Kern 32 + 32 KiB (Daten + Instruktionen)
- L2-Cache: je Kern 256 KiB mit Prozessortakt
- L3-Cache: 12 MiB
- MMX, SSE, SSE2, SSE3, SSSE3, SSE4.2, Intel 64, EIST, XD-Bit, IVT, SMT, TXT, AES-Instruktionen
- Sockel 1366
  - Dreikanal-unbuffered-ECC-DDR3-Speichercontroller
  - ein QPI-Link mit 9,6–12,8 GB/s in jede Richtung
- Betriebsspannung (VCore): 0,8–1,375 V
- Verlustleistung (TDP): 130 W
- Erscheinungsdatum: 16. März 2010
- Fertigungstechnik: 32 nm
- Die-Größe: 248 mm² bei 1,17 Milliarden Transistoren
- Taktraten: 3,20–3,46 GHz
- Modelle:
  - W3670: 3,20 GHz, 4,8 GT/s QPI
  - W3680: 3,33 GHz, 6,4 GT/s QPI
  - W3690: 3,46 GHz, 6,4 GT/s QPI

## Modelldaten Xeon DP

### Gainestown
Vierkernprozessor (Quad-Core) für Zweiprozessorsysteme.
- L1-Cache: je Kern 32 + 32 KiB (Daten + Instruktionen)
- L2-Cache: je Kern 256 KiB mit Prozessortakt
- L3-Cache: 4096–8192 KiB (je nach Modell) mit Northbridge-Takt
- MMX, SSE, SSE2, SSE3, SSSE3, SSE4.2, Intel 64, Hyper-Threading, EIST, XD-Bit, IVT, TXT
- Sockel 1366
  - Dreikanal-Registered/ECC-DDR3-Speichercontroller
  - zwei QPI-Links mit je 9,6–12,8 GB/s in jede Richtung
- Betriebsspannung (VCore): 0,8–1,375 V
- Verlustleistung (TDP): 60–130 W, je nach Modell
- Erscheinungsdatum: 29. März 2009
- Fertigungstechnik: 45 nm
- Die-Größe:
- Taktraten: 1,86–3,33 GHz
- Modelle:
  - L-Modelle: 60 W TDP
    - L5506: 2,13 GHz, 4,80 GT/s QPI, 4 MiB L3-Cache
    - L5508: 2,00 GHz, 5,86 GT/s QPI, 8 MiB L3-Cache
    - L5518: 2,13 GHz, 5,86 GT/s QPI, 8 MiB L3-Cache
    - L5520: 2,26 GHz, 5,86 GT/s QPI, 8 MiB L3-Cache
    - L5530: 2,40 GHz, 5,86 GT/s QPI, 8 MiB L3-Cache

  - E-Modelle: 80 W TDP
    - E5502: 1,86 GHz, 4,80 GT/s QPI, 4 MiB L3-Cache, nur zwei Kerne aktiv
    - E5504: 2,00 GHz, 4,80 GT/s QPI, 4 MiB L3-Cache
    - E5506: 2,13 GHz, 4,80 GT/s QPI, 4 MiB L3-Cache
    - E5520: 2,26 GHz, 5,86 GT/s QPI, 8 MiB L3-Cache
    - E5530: 2,40 GHz, 5,86 GT/s QPI, 8 MiB L3-Cache
    - E5540: 2,53 GHz, 5,86 GT/s QPI, 8 MiB L3-Cache

  - X-Modelle: 95 W TDP, 8 MiB L3-Cache, 6,4 GT/s QPI
    - X5550: 2,66 GHz
    - X5560: 2,80 GHz
    - X5570: 2,93 GHz

  - W-Modelle: 130 W TDP, 8 MiB L3-Cache, 6,4 GT/s QPI
    - W5580: 3,20 GHz
    - W5590: 3,33 GHz

### Gulftown
Mehrkernprozessor (Quad-Core / Hexa-Core) für Zweiprozessorsysteme.
- L1-Cache: je Kern 32 + 32 KiB (Daten + Instruktionen)
- L2-Cache: je Kern 256 KiB mit Prozessortakt
- L3-Cache: 12288 KiB mit Northbridge-Takt
- MMX, SSE, SSE2, SSE3, SSSE3, SSE4.2, Intel 64, Hyper-Threading, EIST, XD-Bit, IVT, TXT
- Sockel 1366
  - Dreikanal-Registered/ECC-DDR3-Speichercontroller
  - zwei QPI-Links mit je 5,86–6,4 GT/s
- Betriebsspannung (VCore): 0,75–1,35 V
- Verlustleistung (TDP): 40–130 W, je nach Modell
- Erscheinungsdatum: Q1/2010
- Fertigungstechnik: 32 nm
- Die-Größe:
- Taktraten: 1,60–3,60 GHz
- Modelle:[4]
  - X-Modelle: 12 MiB L3-Cache
    - X5647: 2,93 GHz, 130 W TDP, 5,86 GT/s QPI, 4 Kerne
    - X5650: 2,66 GHz, 95 W TDP, 6,4 GT/s QPI, 6 Kerne
    - X5660: 2,80 GHz, 95 W TDP, 6,4 GT/s QPI, 6 Kerne
    - X5667: 3,06 GHz, 95 W TDP, 6,4 GT/s QPI, 4 Kerne
    - X5670: 2,93 GHz, 95 W TDP, 6,4 GT/s QPI, 6 Kerne
    - X5672: 3,20 GHz, 95 W TDP, 6,4 GT/s QPI, 4 Kerne
    - X5675: 3,06 GHz, 95 W TDP, 6,4 GT/s QPI, 6 Kerne
    - X5677: 3,46 GHz, 130 W TDP, 6,4 GT/s QPI, 4 Kerne
    - X5680: 3,33 GHz, 130 W TDP, 6,4 GT/s QPI, 6 Kerne
    - X5687: 3,60 GHz, 130 W TDP, 6,4 GT/s QPI, 4 Kerne
    - X5690: 3,46 GHz, 130 W TDP, 6,4 GT/s QPI, 6 Kerne